# Une histoire du XVIIe siècle
Pour les articles homonymes, voir Le Journal intime d'une nonne (homonymie).
Pour plus de détails, voir Fiche technique et Distribution.
Une histoire du XVIIe siècle (Storia di una monaca di clausura), également connu sous le titre Le Journal intime d'une nonne, est un drame historique ouest-germano-franco-italien réalisé par Domenico Paolella et sorti en 1973.
Le film est sorti quelques mois après Les Religieuses du Saint-Archange du même réalisateur et sur un thème très semblable, mettant en vedette la toute jeune Ornella Muti. Les deux films font partie du sous-genre conventuel du cinéma érotique italien, très en vogue à l'époque.

## Synopsis

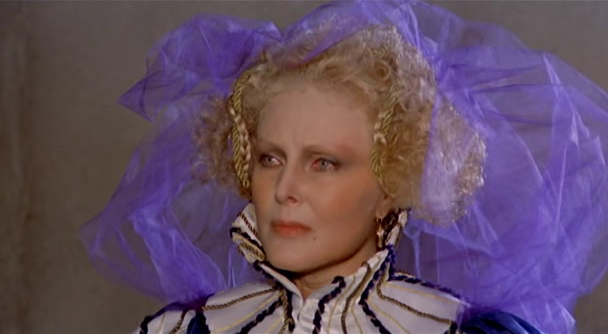
Caterina Boratto dans une scène du film.

Le 5 avril 1624, la nouveau-née Carmela Maria Rosa, fille du marquis Simoni, est solennellement fiancée à Enrico Maria Riccardo, le nouveau-né des ducs Della Scala, avec l'intention de réunir leurs propriétés en un seul fief.
Bien des années plus tard, Carmela aime Giuliano, un jeune homme simple et pauvre. Alors que la guerre est imminente, le marquis Simoni s'empresse de faire en sorte que Carmela épouse Enrico. À l'énième refus de Carmela d'accepter un homme qu'elle n'aime pas, ses parents la forcent à entrer dans un couvent cloîtré pour réparer le déshonneur qu'elle a causé à toute la famille.
Dès son arrivée, elle est enfermée pendant 30 jours dans une cellule d'isolement afin de la purifier du péché de luxure. En sortant de l'isolement, elle rencontre Sœur Elisabeth et la mère supérieure qui la prend en charge.
Pendant la nuit, certaines nonnes se faufilent hors de leurs cellules. Sœur Elisabeth a l'habitude de quitter le couvent pour se rendre dans une église en ruine voisine où elle rencontre un certain Diego avec qui elle entretient des relations, n'ignorant pas les effusions mutuelles que les religieuses échangent pendant son absence.
Une nuit, en entendant les hurlements d'une religieuse souffrant de schizophrénie, Carmela prend peur. Elle quitte sa cellule et frappe à la porte voisine de Sœur Elisabeth ; celle-ci la réconforte, mais la novice aperçoit une autre sœur dans le lit de la religieuse. Comme il est strictement interdit de quitter sa cellule pendant la nuit, Carmela est punie de sept coups de fouet. Néanmoins, les nuits suivantes, Carmela se retrouve dans une cave avec les autres religieuses où elles boivent, se maquillent, se déguisent et mettent en scène des comédies sentimentales.
Éprise de Carmela, Sœur Elisabeth tente de gagner sa confiance et de la flatter en lui faisant rencontrer Giuliano dans la vieille église. La religieuse se déclare enfin en lui proposant une relation amoureuse, mais la novice la rejette fermement. Blessée dans ses sentiments et convaincue qu'elle préfère les attentions de la mère supérieure, la religieuse met en œuvre sa vengeance : elle fait tuer Giuliano par les hommes de Diego.
Devenue enceinte et entre-temps renommée Sœur Agnès du Gesù, elle est sous l'objet des toutes les attentions de ses consœurs. Mais quand la nouvelle de sa grossesse parvient à un cardinal, il excommunie les religieuses et dissout la communauté. Avant qu'elles ne soient emmenés par des soldats, Carmela est obligée de s'enfuir avec le bébé.

## Fiche technique
Sauf indication contraire, les informations mentionnées dans cette section peuvent être confirmées par la base de données cinématographiques Unifrance,  présente dans la section « Liens externes ».
- Titre original italien : Storia di una monaca di clausura[2]
- Titre français : Une histoire du XVIIe siècle ou Le Journal intime d'une nonne[3]
- Réalisateur : Domenico Paolella
- Scénario : Tonino Cervi, Domenico Paolella, Domenico Paolella
- Photographie : Armando Nannuzzi, Enrico Appetito
- Montage : Amedeo Giomini, Tommaso Gramigna, Giancarlo Tiburzi
- Musique : Piero Piccioni
- Décors : Piero Filippone
- Costumes : Cristina Lorenzi
- Production : Tonino Cervi, Ludwig Waldleitner, Michel Gast, Jenny Gérard
- Sociétés de production : Produzioni Atlas Consorziate (Rome), Roxy Film (Munich), S.N.D. - Société Nouvelle de Doublage (Paris)
- Pays de production :  Italie -  Allemagne de l'Ouest -  France
- Langue originale : italien
- Format : couleur par Technicolor - 1,85:1 - Son mono - 35 mm
- Durée : 103 minutes
- Genre : drame historique
- Dates de sortie :
  - Italie : 9 novembre 1973
  - France : 1975[3]

## Distribution

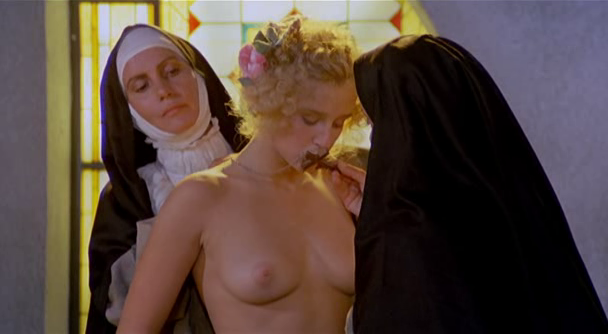
Eleonora Giorgi entourée de deux sœurs.

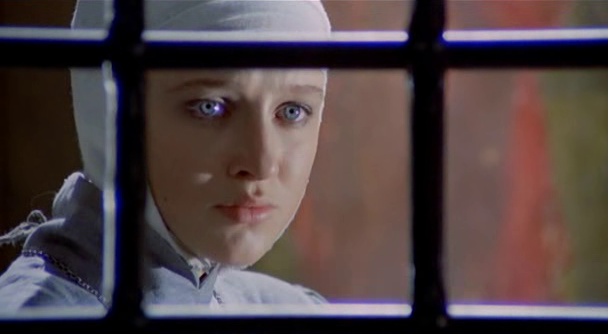
Eleonora Giorgi, désormais voilée.

- Eleonora Giorgi : Carmela Simoni, plus tard sœur Agnès de l'Enfant Jésus (Suor Agnese del Gesù en VO)
- Catherine Spaak : sœur Elisabetta
- Suzy Kendall : la mère supérieure
- Giuliana Calandra : sœur Rita
- Martine Brochard : sœur Lucia
- Ann Odessa : la sœur espionne
- Clara Colosimo : la sœur âgée
- Rina Franchetti : Tommasina, la sœur concierge
- Caterina Boratto : Marquise Simoni
- Tino Carraro : Marquis Antonio Simoni
- Umberto Orsini : Diego
- Antonio Falsi : Giuliano
- Konrad Georg : père confesseur
- Isabelle Marchall : la sœur voleuse
- Paola Senatore : Michela
- Barbara Herrera (it) : Béatrice
- Gil Cagné : l'ami de Diego
- Eleonora Morana : la paysanne

## Production
Le film prétend être inspiré de faits réels, tirés de documents d'archives de l'abbazia di San Giacomo (litt. « abbaye de Saint-Jacques »). Le message affiché lors du générique de fin est le suivant :

« Sœur Agnese del Gesù a consacré toute son existence à soulager les souffrances des blessés de guerre, des malades, des pestiférés. Elle est morte au cours de sa mission lors de la peste de 1671. Elle n'a été ni faite sainte ni bénie. »

## Accueil critique
D'après Aggeo Savioli dans L'Unità du 17 novembre 1973 : « Le film fait une démonstration anticléricale (mais pas antireligieuse) selon des schémas assez familiers, usant des situations et des dialogues pour servir son propos. Il y a cependant un certain soin apporté à la mise en scène (Armando Nannuzzi s'est chargé de la photographie couleur). Les prestations d'acteurs sont modestes ».